# Jeanne (femme de Chouza)
Pour les articles homonymes, voir sainte Jeanne.
Jeanne ou Jeanne porteuse de myrrhe (en Orient Myrrophore), Ἰωάννα en grec ancien,  est un personnage du Nouveau Testament, femme de l'intendant d'un Hérode non identifié, associée à la vie de Jésus dans l'Évangile attribué à Luc et souvent considérée comme étant l'une de ses disciples.

## Dans l'Évangile attribué à Luc
Elle est l'une des femmes mentionnées dans l'Évangile selon Luc (8, 2-3) qui accompagnèrent Jésus et les douze apôtres :

« Marie, appelée la Magdaléenne, de laquelle étaient sortis sept démons, Jeanne, femme de Chouza, intendant d'Hérode, Suzanne et plusieurs autres, qui les assistaient de leurs biens. »

Jeanne était vraisemblablement veuve de Chouza ou suivait Jésus avec le consentement de son mari. C'était en effet l'usage chez les Juifs de l'époque que les prédicateurs soient accompagnées de quelques femmes de piété, sans que cela fasse scandale.
Jeanne figure parmi les femmes qui étaient parties rejoindre le tombeau de Jésus pour embaumer son corps selon le récit qu'en fait l'Évangile de Luc. Ces femmes parlèrent aussi aux apôtres et aux autres disciples de la tombe vide et des « deux hommes aux habits resplendissants » qui leur étaient apparus.

## Hypothèses
Certains exégètes comme Richard Bauckham ou Ben Witherington III, ont proposé d'identifier Jeanne avec « l'apôtre » Junia mentionnée par Paul dans son épître aux Romains (Romains 16:7),. Bauckham montre que Junia est probablement la femme d'Andronique et que tous deux sont des parents de Paul, ce qui est généralement admis par les historiens. Il fonde ensuite son raisonnement sur la rareté du nom Junia et sur le fait qu'il est « guère probable que notre Junia puisse être membre de la gens Junia en regard de sa judéité et de son histoire. »
De son côté, l'historien Thierry Murcia, dans son ouvrage sur Marie-Madeleine, propose d'identifier l'épouse de Chouza à la pécheresse anonyme de Luc (Luc 7, 36-50). Il écrit :

« Bien qu’elle soit à plusieurs reprises qualifiée de "pécheresse", la nature précise des fautes de la femme anonyme n’est jamais précisée. Les a priori et l’imagination aidant, la plupart des exégètes ont voulu y voir des péchés sexuels. Mais ce n’est pas dit. On peut aussi bien penser à un rapport avec l’argent. Dans les Évangiles, en effet, et plus particulièrement chez Luc, les riches sont bien plus souvent fustigés que les fornicateurs. Dans cette perspective, "Jeanne, femme de Chouza, intendant d’Hérode", la deuxième sur la liste fournie par Luc, et qui, tout comme la pécheresse, n’est mentionnée que par cet évangéliste, serait alors la mieux placée pour incarner ce rôle. »

## Sainte
Sainte Jeanne la Myrophore est honorée comme sainte par l'Église orthodoxe lors du « Dimanche des Myrophores » qui correspond au troisième dimanche de la Pâque orthodoxe, et le 27 juin. L'Église catholique romaine la fête le 24 mai. Enfin, elle est célébrée par l'Église luthérienne - Synode de Missouri le 3 août avec Salomé.